# Jüdischer Friedhof (Witzenhausen)
Der Jüdische Friedhof Witzenhausen ist ein Jüdischer Friedhof in der Stadt Witzenhausen im Werra-Meißner-Kreis in Hessen.

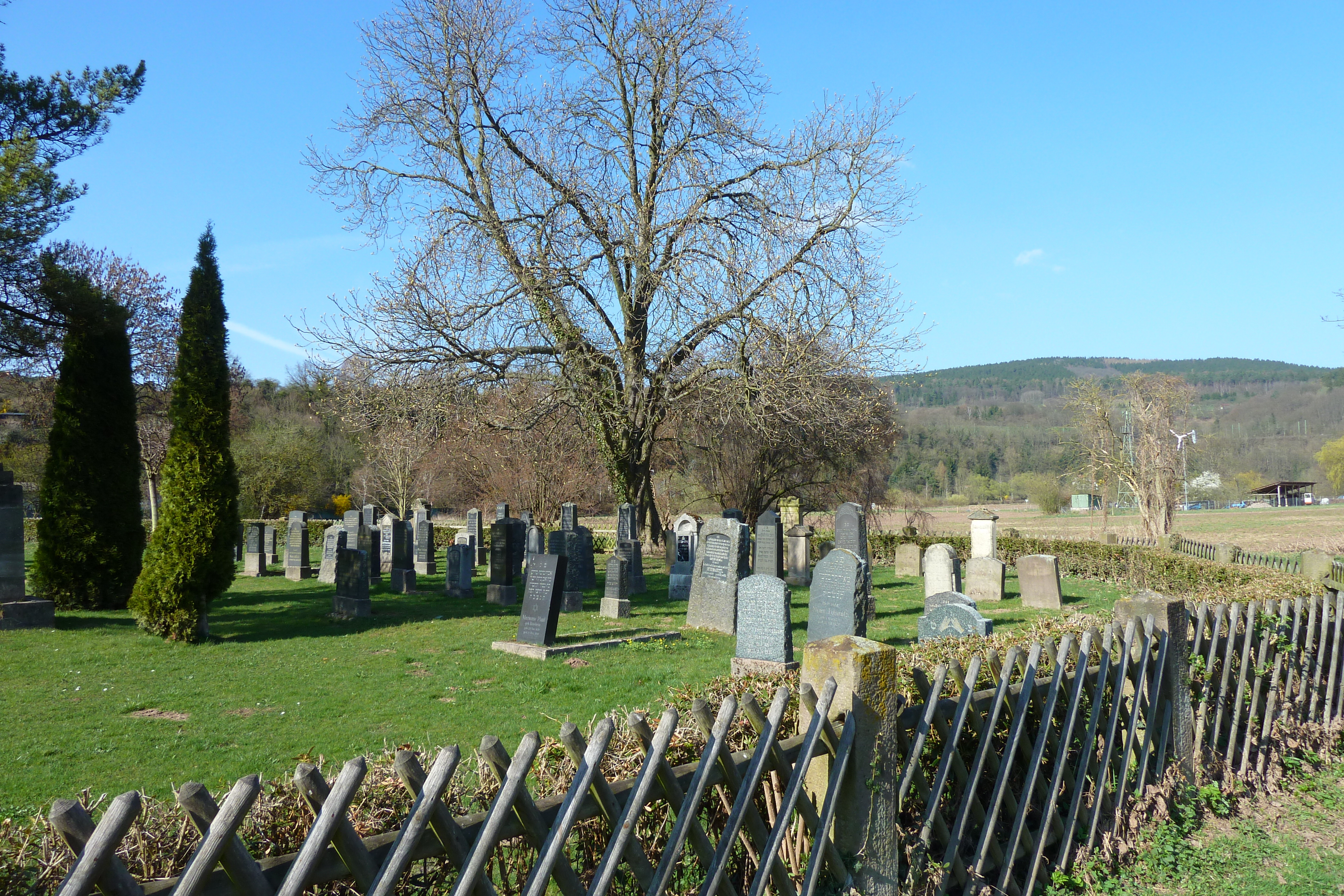
Jüdischer Friedhof, jüngerer Teil

Der 4686 Quadratmeter große jüdische Friedhof befindet sich am Rande der Altstadt auf dem Gebiet der „alten Burg“ an der Einmündung der Gelster in die Werra. Der zwischen der Straße „Am Sande“ und der Werra gelegene Friedhof ist über den Fußweg „An der Fährgasse“ erreichbar.
Im Jahr 1985 wurden 209 erhaltene Grabsteine erfasst, 56 davon befinden sich im neueren Teil des Friedhofes mit Gräbern des 20. Jahrhunderts. Der älteste aufgefundene Stein wurde „um 1680“ datiert. 
Auf dem Friedhof befindet sich ein Gedenkstein mit den Namen von 55 Personen, die in der NS-Zeit von Witzenhausen aus deportiert und ermordet wurden.

## Geschichte
Vermutlich wurde der Friedhof im 17. Jahrhundert im Bereich der „alten Burg“ angelegt. 1765 wurde er durch eine Vereinbarung mit der Stadt erweitert.